# كلود ملكي
كلود ملكي (بالفرنسية: Claude Melki)‏ هو ممثل فرنسي، ولد في 23 فبراير 1939 بسان دوني في فرنسا، وتوفي في 29 مارس 1994 في فرنسا.

## أعمال

### أفلام
- (1985) منفي غارديل
- (1986) الصورة الأخيرة

## وصلات خارجية
- كلود ملكي على موقع IMDb (الإنجليزية)
- كلود ملكي على موقع ألو سيني (الفرنسية)
- كلود ملكي على موقع أول موفي (الإنجليزية)
- كلود ملكي على موقع قاعدة بيانات الأفلام السويدية (السويدية)
- كلود ملكي على موقع قاعدة بيانات الفيلم (الإنجليزية)
- كلود ملكي على موقع كينوبويسك (الروسية)